# Jan Żdżarowski
Jan Żdżarowski (ur. w ostatnim 10-leciu XV wieku, zm. 1551) – kanonik poznański, prokurator generalny kapituły poznańskiej, osoba silnie związana z biskupem Andrzejem Zebrzydowskim, autor diariusza, będącego cennym źródłem informacyjnym o obyczajowości polskiej 1. połowy XVI wieku.
W 1529 pełnił funkcję proboszcza w Buku, który był wtedy znaczącym ośrodkiem diecezji poznańskiej. Od 1530 proboszcz we Wrociszewie (posiadłości biskupów poznańskich), a także w Troszynie. Od 2. połowy lat 30. XVI wieku zasiadał w kapitule poznańskiej. W 1537 był jej kalkulatorem, a w latach 1541-1543 piastował w niej stanowisko prokuratora generalnego. Od około 1532 był właścicielem prebendy w Glince, a od listopada 1538 - beneficjum duchowego w Górce koło Śremu. 
Odbywał liczne podróże służbowe po terenach Rzeczypospolitej: kilkakrotnie do Krakowa, na Mazowsze (1540), do Prus i Gdańska (1550). Raz wysłany został też za granicę - do Siedmiogrodu (Alba Iulia - 1549). 
Pozostawił po sobie cenne zapiski w formie diariusza z lat 1532-1551, umieszczone na kartach dzieła Johanna Stöfflera Ephemeridium opus Ioannis Stoefleri Irstigensis mathematici a capite anni redemptoris Christi M.D.XXIIIin alios XX. proxime subsequentes ad neterum imitationem accuratissiomo calculo, elaboratum. Dotyczą one życia codziennego w otoczeniu Żdżarowskiego, finansów, dysponowania majątkiem, podróży oraz życia i  śmierci znajomych autora tudzież dostojników kościelnych. Dzieło jest także bogatym źródłem informacji na temat życia kanoników poznańskich oraz przyczynkiem do poznania mentalności katolickiego środowiska duchownego Poznania 1. połowy XVI wieku.